# تعدد الأشكال (علم المواد)

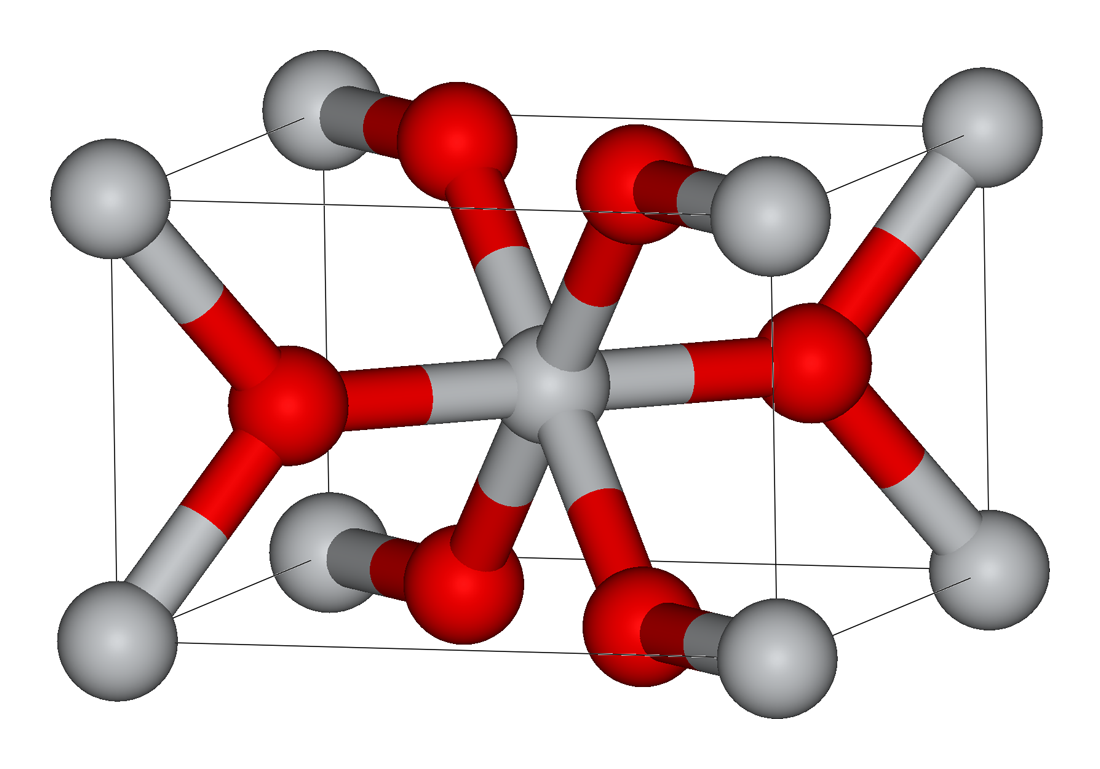

إن تعدد الأشكال في علم المواد وكذلك في علم المعادن هو مقدرة المادة الصلبة على الوجود في أكثر من تركيب بنيوي. يكون للمواد ذات الأشكال المتعددة التركيب الكيميائي نفسه، ولكنها تختلف من حيث ترتيب الذرّات في الفراغ، ولذلك يكون لها خصائص مختلفة. يمكن أن يحصل تغير في البنية البلورية نتيجة تطبيق عوامل مثل الضغط ودرجة الحرارة.
لا ينقصر تعدد الأشكال على المركبات اللاعضوية، حيث تبدي بعض المركبات العضوية هذه الظاهرة في حالتها البلورية، وذلك في مجال المكونات الفعالة في العقاقير، وفي مجال الأخضاب والدهون والمتفجرات.
يندرج التآصل تحت مفهوم تعدد الأشكال وذلك فيما يخص العناصر الكيميائية.

## التاريخ
تعود أول ملاحظة لظاهرة تعدد الأشكال في المركبات العضوية إلى فريدرش فولر ويوستوس فون ليبيغ سنة 1832، عندما وجدا أن عند تبريد محلول ساخن من البنزاميد، أن البلورات الأولية تكون على شكل إبري، وبكن مع مرور الوقت فإن البلورات المتبلورة بشكل بطيء تكون موشورية.

## أمثلة
- الغرافيت والألماس والفوليرين بالإضافة إلى الغرافين هي متآصلات عنصر الكربون ووجودها يمثل ظاهرة تعدد الأشكال.
- هناك ثلاثة أشكال من الكبريت وللزنك في الطبيعة، ألفا وبيتا وغاما، بالمقابل فإن الفوسفور يوجد في الطبيعة على أربعة أشكال، فوسفور أبيض وأحمر وأسود وبنفسجي، في حين أن للسيلينيوم خمسة أشكال.
- يوجد ثنائي أكسيد السيليكون في الطبيعة بأربعة أشكال، وهي الشكل ألفا α، الشكل الشائع من الكوارتز، وبيتا β-الكوارتز، وتريديميت وكريستوباليت. هناك ثلاثة أشكال من كربونات الكالسيوم وهي الأراغونيت المعيني القائم، والفاتيريت سداسي البنية البلورية، والكالسيت ثلاثي البنية البلورية. لمركب ثنائي كبريتيد الحديد الثنائي FeS2 شكلان هما البيريت والمركاسيت.

## قاعدة أوستفالد
تنص قاعدة أوستفالد، والتي تعود إلى العالم الألماني فيلهلم أوستفالد، على أن أغلب المواد في الطبيعة تتبلور أولا على الشكل الأقل ثباتاً.